# 阔羽贯众
阔羽贯众（学名：Cyrtomium yamamotoi），为鳞毛蕨科贯众属下的一个植物变种。